# Grab

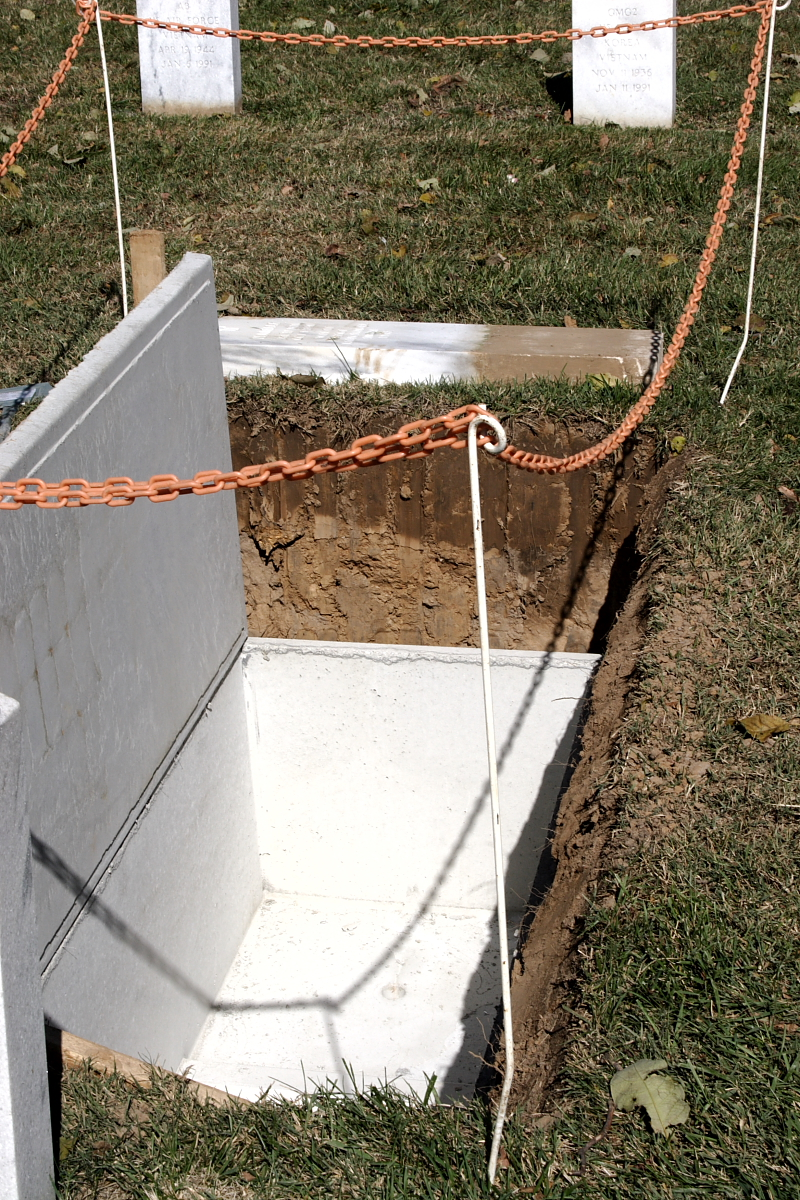
Zur Bestattung vorbereitete, in Nordamerika verbreitete Erdgruft

Ein Grab ist die Stelle, an der ein Leichnam begraben wird. Auf Gräber bezieht sich auch der Totenkult von Kulturen. Meistens liegen Gräber auf Friedhöfen oder Gräberfeldern. 

## Begriffe

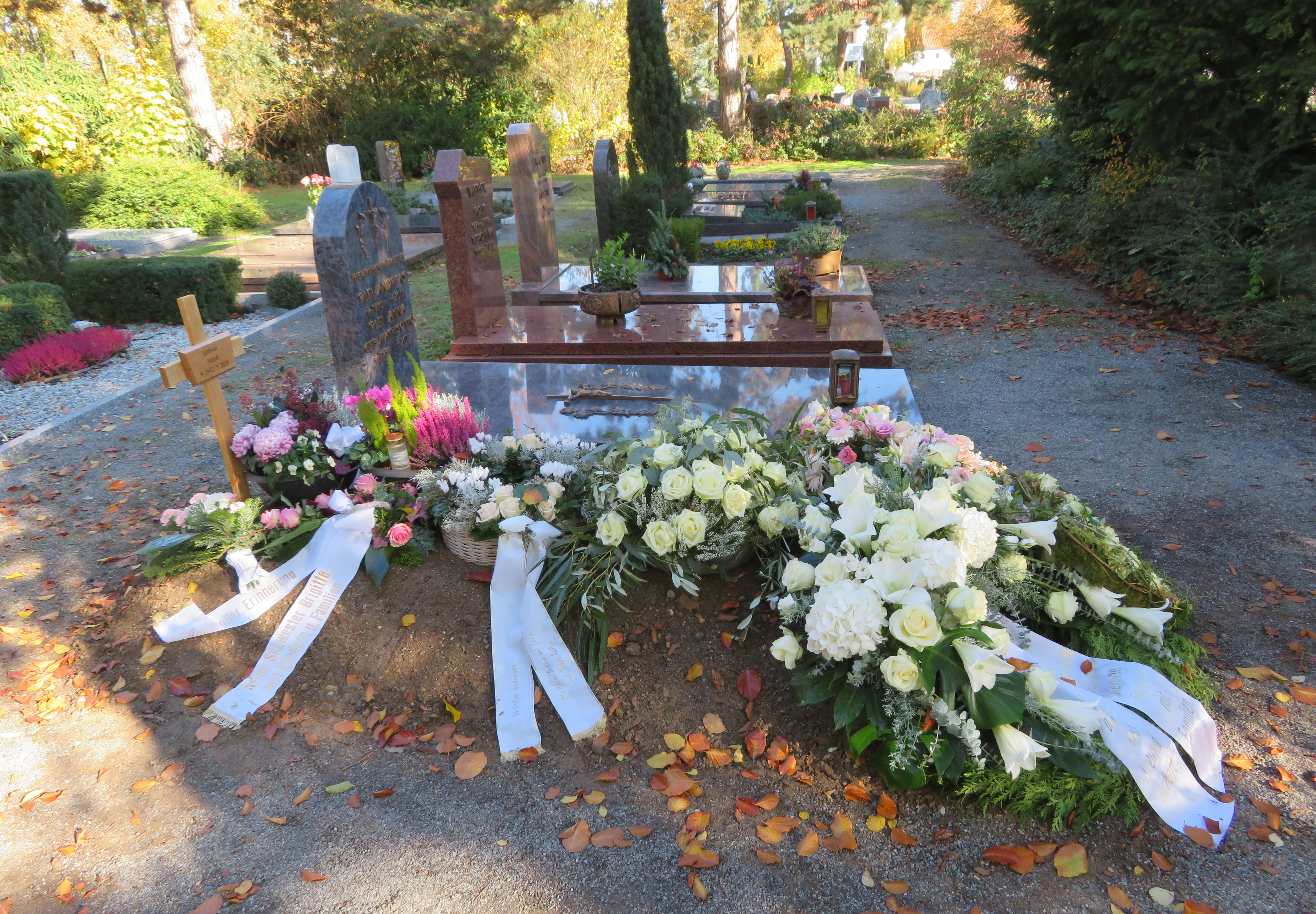
Geschmücktes Grab nach einer Sargbestattung

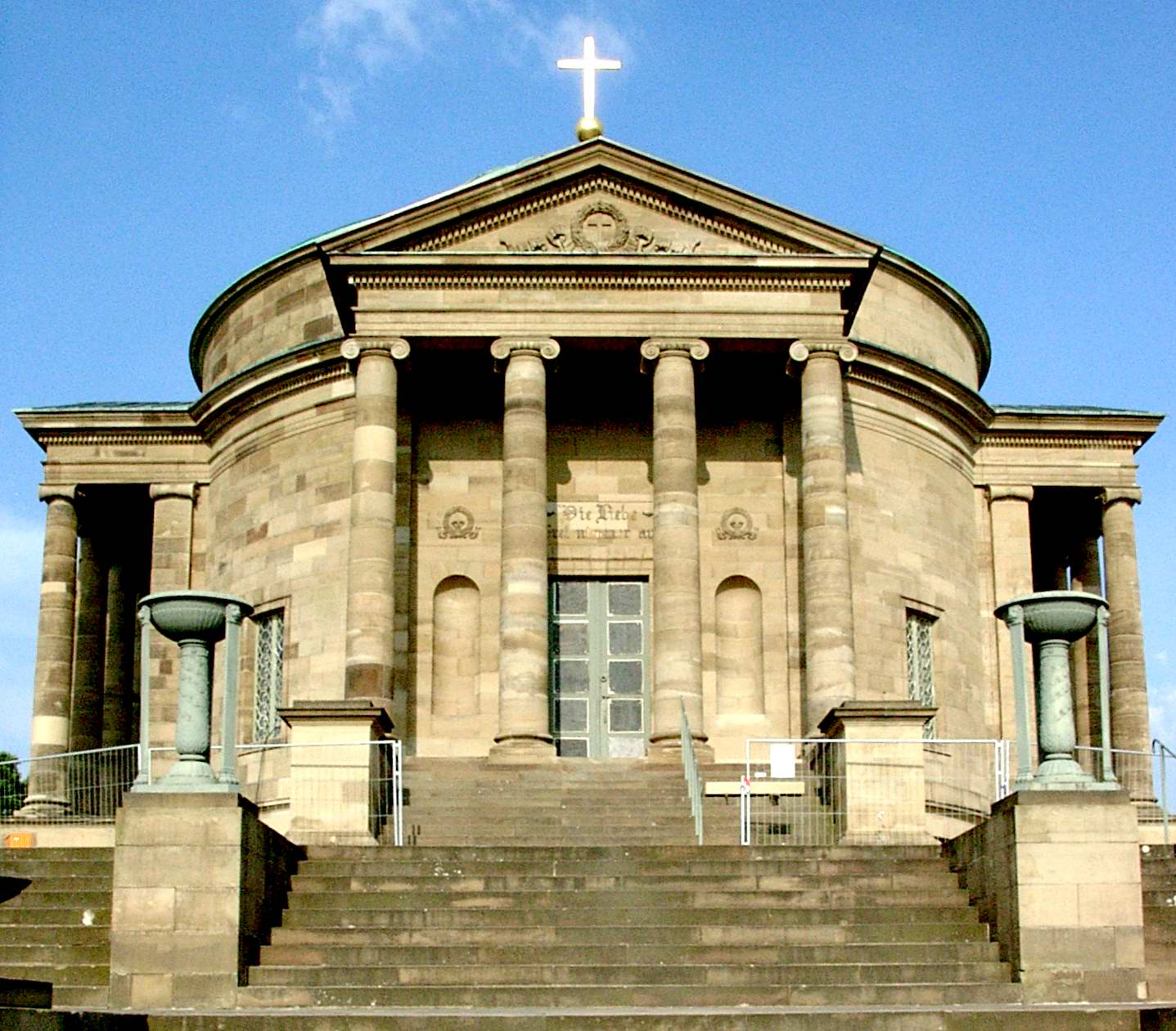
Die Grabkapelle auf dem Württemberg in Stuttgart-Rotenberg für Königin Katharina Pawlowna

GruftWird für die gemauerten oder ummauerten ober- oder unterirdischen Gräber genutzt. Im eigentlichen Sinne ist Gruft jeglicher für ein Begräbnis benutzter Raum. Mausoleen und Grabkapellen sind größere Grabstätten mit einer besonderen Ausstattung oder Bedeutung des Bestatteten. Im weiteren Sinne bezeichnet Grablege eine Anlage mit mehreren Gräbern einer Adelsfamilie, zumeist im Chor oder der Krypta einer Kirche.
In Nordamerika ist es, vor allem um ein Einsinken des die Gräber überdeckenden Rasens zu verhindern, verbreitet oder gefordert, Särge in einzelne Überbehältnisse aus Beton, Stahl oder Kunststoff hinabzulassen oder Überdeckungen darüber zu stülpen.
PyramidenSind eine besondere Form von Grabstätten. Die Form der Pyramide fand auch in jüngerer Zeit Nachahmer. Beispielhaft steht hier die Erdpyramide, die Fürst von Pückler für seine Gattin errichten ließ. Zu nennen sind als Grabstätten, wohl für Stammesfürsten, die steinzeitlichen Hünengräber in Norddeutschland.
GrabmalDies ist ein auf einer Grabstätte errichtetes besonderes Erinnerungszeichen, oft eines von künstlerisch gestalteter Form. Als Erinnerungszeichen ist auf den Friedhöfen im deutschsprachigen Raum meist ein Grabstein oder auch ein Holzkreuz gesetzt. Oft ist ein Grab mit Blumenschmuck oder Bepflanzung geschmückt. Das oft zu sehende Grablicht beruht auf der Tradition des Ewiges Lichts.
GrabstätteZur Stätte gehört neben dem Grab auch eine gewisse Umgebung, so die Grabinschrift als Epitaph oder Totenschilde (Ehrentafeln Verstorbener in Kirchen). Die Grabstätte ist der Platz der Trauer nahe dem Verstorbenen; abhängig von der Bestattungsform fällt sie unterschiedlich aus. Deutsche Friedhofsordnungen unterscheiden vor allem, ob es sich um ein Einzelgrab beziehungsweise ein mehrstelliges Grab handelt. Je nach der Auswahl unterscheiden sich Wahlgrab, Reihengrab oder anonyme Grabstätte. Das anonyme Grab obliegt meist einer Begräbnisgemeinschaft; den Angehörigen ist eine Friedhofsfläche, dennoch (korrekterweise) nicht die genaue Lage der Grabstelle bekannt. Gedenksteine werden (wenn, dann) für die gesamte Gemeinschaft aufgestellt, die Daten der anonymen Bestattungen sind nicht aufgeführt. Eine neuere Entwicklung ist die halbanonyme Grabanlage.
EinzelgrabDer Begriff steht für ein Grab, das nicht auf Feldern oder Kirchhöfen mit weiteren Gräbern vergesellschaftet ist. Manche Persönlichkeiten lassen sich abseits bestatten oder es liegt eine gesonderte Veranlassung vor, die den vereinzelten Grabort bedingt.

## Geschichte
Schon die frühen Menschen haben ihre Toten in verschiedener Form gewürdigt. Die Bestattungskultur und auch die damalige Grabmalgestaltung (Sepulkralkultur) sind Quellen zu vergangenen Kulturen. Teilweise sind Gräber die besten und vielfältigsten Zeugnisse alter Kulturen. So wurden sie zum wichtigen Gegenstand der archäologischen Forschung. Der Beginn von Bestattungsbelegen findet sich schon in der Kulturschicht der Neandertaler. Zunächst diente wohl eine Erdgrube zur Lagerung der sterblichen Überreste. Mesolithische Bestattungen wurden auch in Muschelabfallhaufen (Køkkenmøddinger) vorgenommen.
Ein Grab ist die geschlossene, unterirdische, teilweise auch unterseeische Stätte oder der Hohlraum, der teilweise mit weiteren gleichen Objekten als Gräberfeld oder als Friedhof angelegt ist. Als Ruhestätte für tote Körper, für Knochen in Ossarien oder für Totenasche in Urnen sind sie oberirdisch meist markiert. Ihre Ausgestaltung kann dabei sehr unterschiedlich sein. Die verbliebenen Überreste der Toten können unterirdisch, aber auch oberirdisch gelagert sein. Soweit der ganze Körper vorhanden ist, erfolgte die Lagerung auch in geordneter Ausrichtung. Tote wurden auch in kulturabhängigen Bedingungen gelagert, Stammesfürsten wurden in edlerer Umgebung aufbewahrt, bei seefahrenden Völkern dienten die Boote der Aufbewahrung. Manche Kulturen legten Verstorbenen Nutz- oder Wertgegenstände ins Grab. Darum wurden viele Gräber von Grabräubern geöffnet und geleert.
Manche Kulturen der Vorzeit legten Männer- und Frauengräber räumlich getrennt an. Die Bestattungen erfolgen einzeln oder kollektiv. Die Cillin genannten Friedhöfe in Irland blieben ungetauft verstorbenen Kindern vorbehalten.
Höhlen
Zu den ältesten Plätzen, an denen menschliche Skelette gefunden wurden, zählen Höhlen. Der Begriff Höhlengräber (als älteste gilt die 60.000 Jahre alte Kebara-Höhle, Israel) ist jedoch in Bezug auf eine echte Grablege falsch, da nur wenige Plätze dafür genutzt wurden. Später dienten auch künstlich geschaffene (artifizielle) Höhlen als Bewahrungsort für menschliche Überreste, die in vielen Fällen jedoch geopfert waren.
- Felsengräber
- Hypogäen
- Katakomben
- Mastabas.

In Myra (Lykien) und Fethiye (in der heutigen Türkei) finden sich noch historische Felsengräber aus lykischer Zeit.

## Abgrenzung

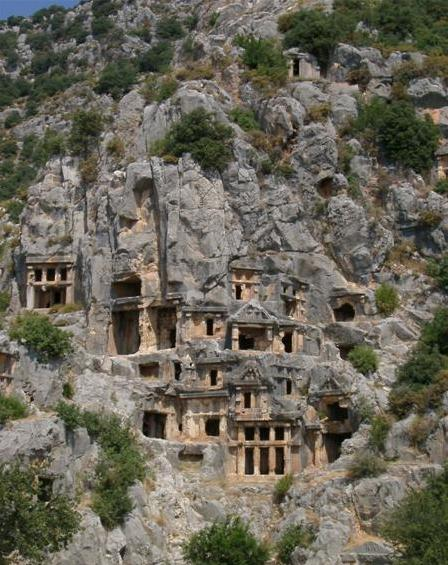
Felsengräber in Myra

Nicht jeder tote Körper gehört zu einem an natürlichen Ursachen Verstorbenen. So wurden Menschenopfer in Höhlen, Kultbauten, Megalithgräbern, Erdwerksgräben oder in Tempeln und Mooren abgelegt. Deren Knochen fanden sich zumeist weder im anatomischen oder Individualverband, noch gehörten sie zu kompletten Skeletten (Schädelseparation). In nordischen Megalithanlagen aus der Zeit der Trichterbecherkultur wurde kein Leichnam vollständig bestattet, vielmehr sind dort exkarniert eingebrachte Knochen die Regel. Bei der nachfolgenden Kultur der Schnurkeramiker sind Skelette, die in steingefassten Anlagen gefunden werden, vollständiger, aber nicht selten zerteilt. In multikulturell nachgenutzten Totenhütten gibt das Nebeneinander von Knochenhaufen und Skelettteilen im anatomischen Verband zu widerstreitenden Deutungen Anlass. Die Summe der Geopferten übersteigt aber in keiner Kultur die Drei-Prozent-Marke. Auch scheinbar reguläre Bestattungen von Tieren (Rinderopfer) verweisen darauf, dass bestattungsartige Niederlegungen durchaus Opfercharakter haben können.

## Arten von Grabstätten

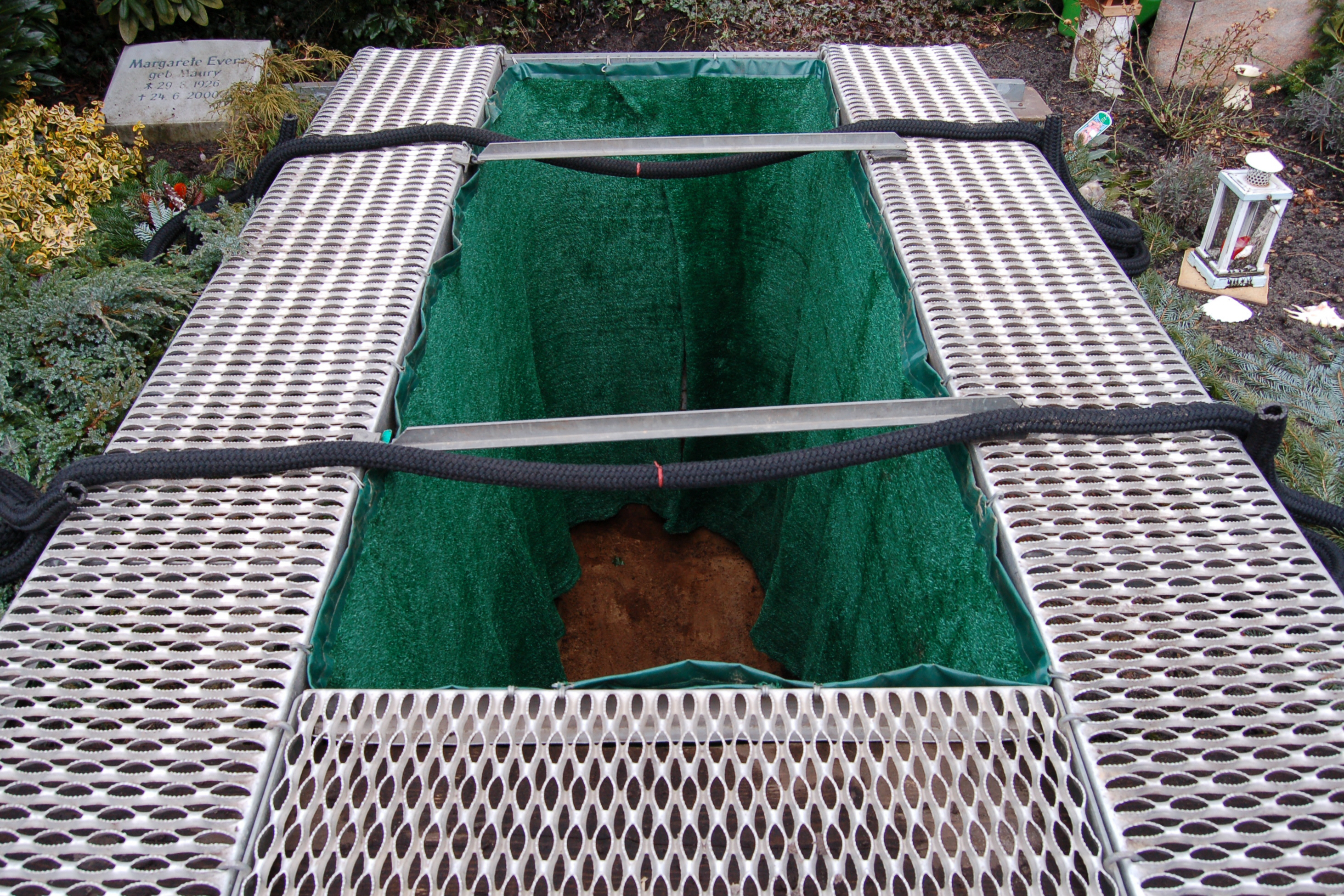
Vorbereitet für Sargbestattung in Erde

Die deutschen Friedhofssatzungen unterscheiden verschiedene Arten von Grabstätten, und zwar
- nach der Anzahl der Grabstellen (Einzelgrabstätten, Familiengrabstätten),
- nach der Art der Bestattungsform (Urnengrabstätten, Erdgrabstätten, Grabkammersysteme aus Beton, Sondergrabstätten) sowie
- nach der Art des Bestattungszieles (Wahlgräber, Reihengräber, anonyme Grabstätten).

### Wahlgrab
Ein Wahlgrab wird direkt ausgewählt und bietet ausführlichere Gestaltungsmöglichkeiten. Wahlgräber sind Grabstellen, die auf vorgegebenen Flächen (beispielsweise das Friedhofsgelände) frei ausgewählt werden können. Ein Vorteil dieser Grabart ist die Möglichkeit, das Grabnutzungsrecht nach Ablauf der Ruhezeit zu verlängern. Dies ist besonders in den Fällen von Wichtigkeit, in denen Gräber als Familiengrab genutzt werden sollen. Wahlgräber sind im Vergleich zu Reihengräbern und anonymen Gräbern relativ teuer. Die Kosten variieren von Kommune zu Kommune stark und sind etwa seit dem Jahr 2000 stark gestiegen.

### Reihengrab
Das Reihengrab wird vom Friedhofsträger nebeneinander in zeitlicher Reihenfolge „der Reihe nach“ vergeben. Es besteht keine Einflussnahme auf die genaue Lage der Grabstelle. Reihengräber sind Einzelgräber. Nach Ablauf der Ruhezeit können diese Gräber in der Regel nicht verlängert werden, sondern werden eingeebnet und neu vergeben. Eine Nutzung über mehrere Generationen hinweg ist daher nicht möglich. Auch die Gestaltungsmöglichkeiten sind durch die Friedhofsordnung bei Reihengräbern meist stärker eingeschränkt. Häufig ist die Grabfläche bei Reihengräbern zudem kleiner als die von Wahlgräbern. Die Praxis des Reihengrabes entstammt den Reformbestrebungen im späten 18. Jahrhundert, wonach man um Gleichheit im Tod bemüht war.

### Anonymes Grab
Das anonyme Grab ähnelt einem Gemeinschaftsgrab, wobei für mehrere Bestattungen eine größere Fläche zur Verfügung steht. Dennoch ist (korrekterweise) nicht die genaue Lage der Grabstelle bekannt. Gedenksteine werden (wenn, dann) für die gesamte Gemeinschaft aufgestellt, die Daten der anonymen Bestattungen sind nicht aufgeführt. Eine neuere Entwicklung ist die halbanonyme Grabanlage. Anonyme Grabfelder sind in der Regel für die Beisetzung von Urnen vorgesehen. Die Bestattung erfolgt auch ohne Beisein von Angehörigen. Die genaue Lage der individuellen Grabstelle ist nicht gekennzeichnet. In Urnengemeinschaftsanlagen kann ein zentraler Gedenkstein oder eine Tafel aufgestellt werden. Mitunter werden die Namen aller beigesetzten Menschen aufgenommen. Eine namentliche Kennzeichnung der einzelnen Urnenstellen besteht nicht. In halbanonymen Anlagen ist die Lage der Grabstelle einem gemeinsamen Gedenkstein räumlich zugeordnet. Die mehrere Jahre notwendigen Pflegekosten bleiben bei kollektiven Bestattungen in der Regel vergleichsweise niedrig, da die Gemeinschaftsfelder zentral vom Friedhofsträger betreut werden. Eine individuelle Gestaltung ist daher jedoch ausgeschlossen.

### Aufnahme von Urnen

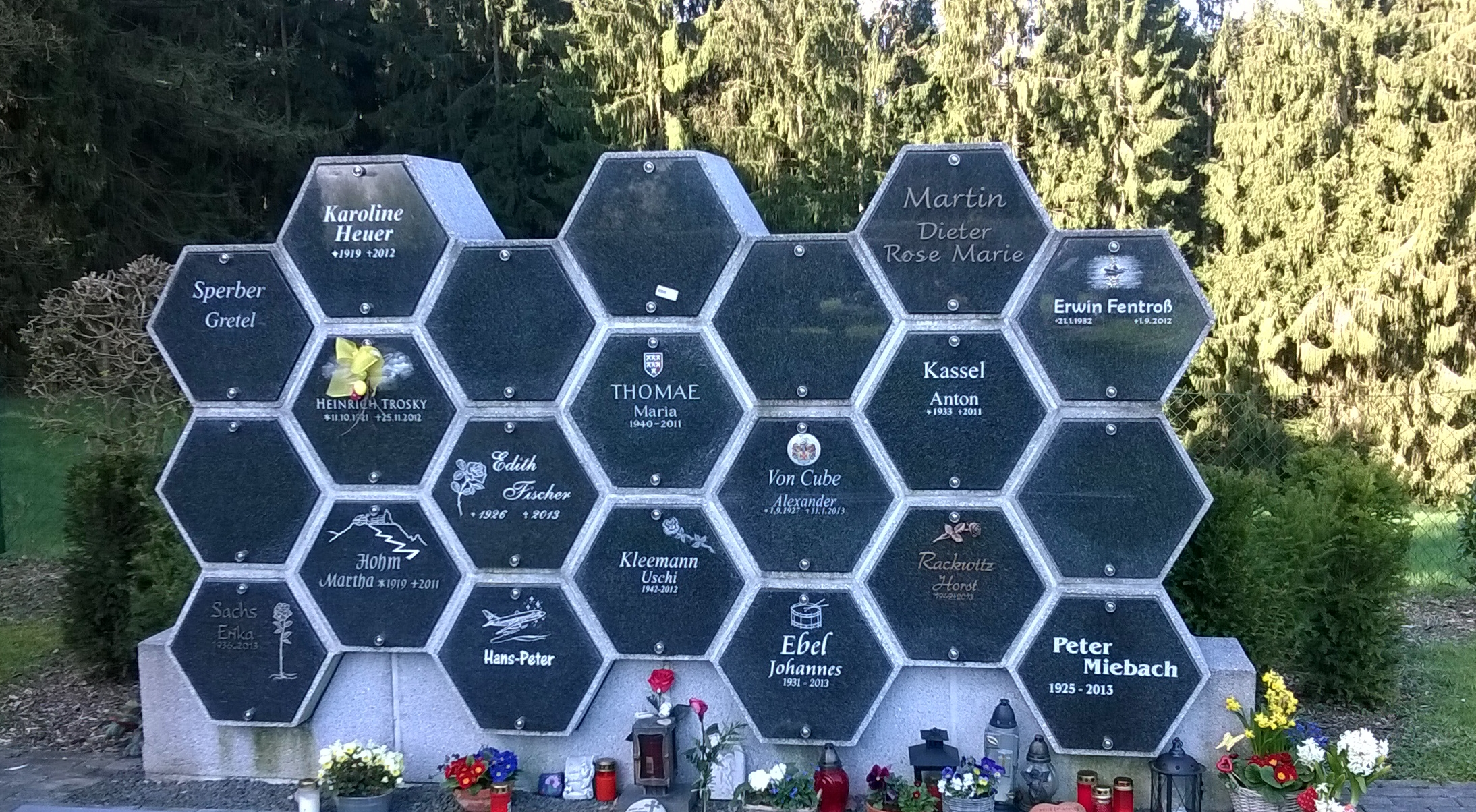
Urnengräber

Urnen können über und unter der Erde bestattet werden. Die Beisetzung einer Urne im Erdgrab ist sowohl in einem Einzel- aber auch in einem Gemeinschaftsgrab möglich. Anonyme Urnenbeisetzungen werden oft in einer Rasenfläche vorgenommen. Die oberirdische Bestattung ist in verschiedenen Varianten möglich. In einem Kolumbarium und in der Urnenstele wird die Urne in einer Wandnische beigesetzt, die daraufhin verschlossen wird.

### Sargbestattung
In vergangenen Zeiten wurden Verstorbene wohlhabender Familien in der oberirdischen Gruft bestattet. Heute wird diese Beisetzungsform allerdings nur sehr selten praktiziert. Die Bestattung eines Leichnams im Sarg ist heute in unterirdischen Gräbern üblich. Ein Sarg kann dabei in einem Einzel- oder einem Familiengrab beigesetzt werden. Dabei ist die Auswahl zwischen Wahlgrab und Reihengrab möglich. In anonymen Gräbern können in der Regel nur Urnen beigesetzt werden. Bis ins 18. Jahrhundert wurden Angehörige der ärmeren Bevölkerung vielfach in wiederverwendbaren Gemeindesärgen beigesetzt, die meist einen ausklappbaren Boden besaßen. Formal entsprachen ihnen die in Zeiten erhöhter Mortalität verwendeten Pestsärge.

## Erdgräber
Erdgräber (archäologisch: Flachgräber) sind zunächst nur als Körpergräber, später auch als Brandgräber gefunden worden. Das älteste erhaltene Grab (Qafzeh, Israel) ist etwa 100.000 Jahre alt. Die Blickrichtung der Bestatteten in frühen Kulturen ist in der Regel einheitlich nach einer Himmelsrichtung orientiert.
Im Judentum wird aus religiösen Gründen nur das Körpergrab, das nach dem Glauben die Auferstehung ermöglicht, praktiziert. Ein jüdischer Friedhof wird außerhalb der Stadt angelegt, weil Tote als unrein gelten. Ein Grab auf einem jüdischen Friedhof (hebräisch בית קברות Bet ḳvarot „Gräberhaus“ oder hebräisch בית-עלמין Bet-ʿalmin „Ewigkeitenhaus“) ist für die Ewigkeit gedacht, was einem der fundamentalsten Grundsätze der jüdischen Halacha entspricht. Die Erdbestattung ist vorgeschrieben und dauerhafte Totenruhe gilt als verbindlich. Anders als im Christentum darf eine Grabstätte nicht neu belegt werden. Eine Exhumierung oder Verlegung eines Grabes ist – von ganz besonderen Umständen abgesehen – nicht zulässig. Ein Grabstein (hebräisch מצבה Mazewa) symbolisiert die Verpflichtung, Verstorbene nicht zu vergessen.
(siehe auch: Jüdische Bestattung)
Die Übernahme der in Mitteleuropa bereits seit der Bandkeramik bekannten Feuerbestattung und des Urnengrabes wurde im Christentum erst mit dem 20. Jahrhundert aufgenommen. Mit der Praxis der Heiligenverehrung wurden die Gräber des Klerus und der Laien ins Zentrum der Siedlung, in den Bereich in und um die Kirche verlagert. Ihre Anordnung erfolgte gemäß dem gesellschaftlichen Status. Im 18. und 19. Jahrhundert erfolgte die Verlagerung der Gräber aus Gründen der Hygiene auf Friedhöfe an die Peripherie der Gemeinden.

## Gräber in verschiedenen Kulturen
Die Gestaltung der Grablegung ist abhängig von der Kultur, von der Religion und auch von den lokal vorgefundenen Bedingungen. Grablegungen wurden auch nach der Art ihrer mitgegebenen Statussymbole benannt. So gibt es in Europa
- Bootkammer-Gräber (Haithabu)
- Dolch-Gräber, Schwert-Gräber
- Wagengräber (Wagengrab von Bell)
- Schiffsgräber (Bootsgrab von Scar)

Die Bestattung als so genannter Hocker gilt als die älteste. Der intakte Leichnam liegt gleichsam wie ein Embryo im Mutterleib. Diese Position wird als Rückkehr zu den Ursprüngen des Lebens gedeutet.
In einigen alten Kulturen wurden die Toten nicht eigentlich beerdigt.
In Fällen harter Erde und wenig Holz, wie dies für Innerasien zutrifft, werden die Toten auf Bäume oder Türme gebracht. Hier werden sie aasfressenden Vögeln überlassen, wie bei den Zoroastikern üblich. Allgemein und zeremoniell gestaltet spricht man von Luftbestattungen, obwohl dieses Wort einem Bedeutungswandel unterliegt.
Feuer als Element der Überführung in den „Nachlebensbereich“ ist die Grundlage bei der Brand- und Feuerbestattung. In heutigen Gesellschaften steht dabei eher der Grundsatz der Hygiene im Vordergrund, indem die Leiche in „keimfreie“ Asche umgeformt wird.
Die Seminolen bestatteten ihre Toten in hohlen Bäumen. In diesen Baumgräbern kam es durch Verwesung zur Auflösung der Toten, was den Übergang in eine andere Lebensform darstellte.

## Tarandgräber
Das Tarandgrab war vom ersten bis zum fünften Jahrhundert nach Christus eine typische Grabform auf den Gebieten Estlands und Nordlettlands. Vereinzelt gab es sie auch in Südwestfinnland.
Charakteristisch für Tarandgräber sind aneinander gebaute rechteckige Zellen (estnisch tarand) aus großen Steinen oder Trockenmauern. Diese wurden durch die Aufschüttung von kleineren Steinen und Erde bedeckt.
In Mittelschweden wurden Leichname schon seit dem Ende der Bronzezeit in Tarandgräbern beigesetzt.
Es sind Gräber mit einer Länge bis zu 60 Metern und einer Breite bis zu 25 Metern gefunden worden.
Es handelt sich um Massengräber, in welchen sowohl die Asche von Feuerbestattungen, als auch ganze Leichname beigesetzt wurden. In die Aufschüttung wurden Grabbeigaben gelegt, wie Glasperlen, Bronzespiralen oder Armreife.
Eine bekannte Fundstelle ist Kõmsi.

## Sonderformen

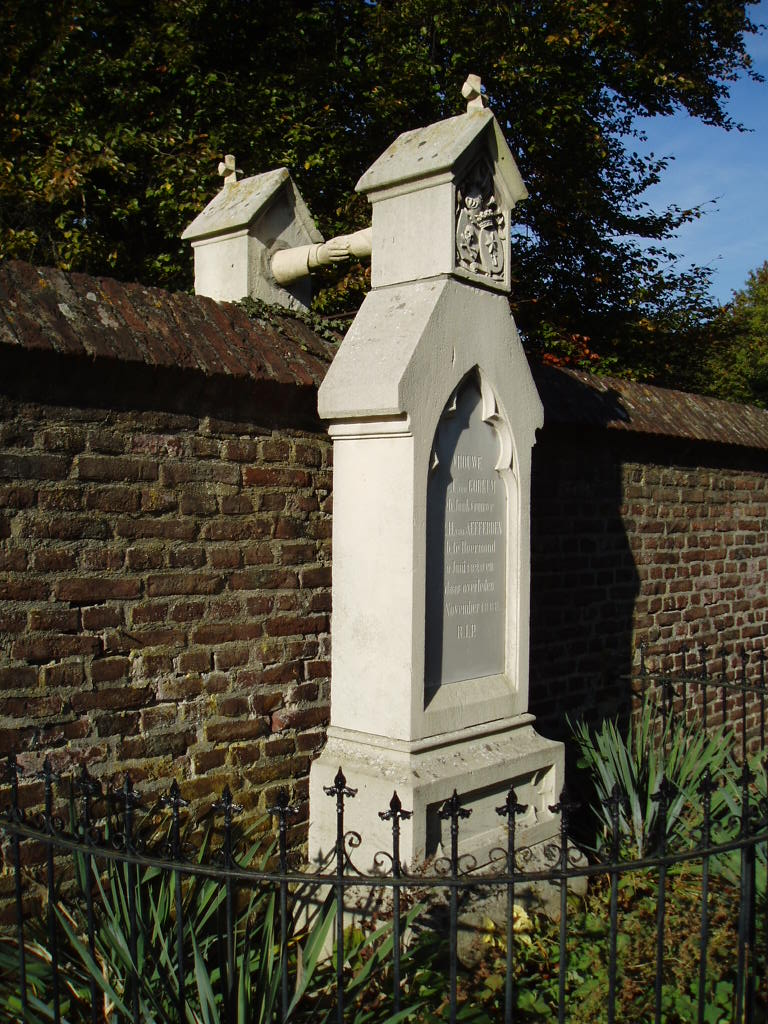
Das Grab mit den Händchen, ein ungewöhnliches Doppelgrab aus dem 19. Jahrhundert.

In bestimmtem zeitlichen oder regionalen Zusammenhang wurden nach der Verwesung die Gebeine in Ossuarien gesammelt, den Beinhäusern, auch Karner genannt oder in Katakomben. Solche Anlagen finden sich in Tirol, in den Pariser Katakomben, in Nordböhmen oder auch im Alentejo.
Matrosengräber und Soldatenfriedhöfe in der Nähe von Schlachtfeldern sind als Sonderformen zu sehen.
Im Zuge von Seuchen, Katastrophen oder Kriegen werden Massengräber angelegt. Im Zuge von Massentötungen – insbesondere unter Zivilisten – sind sie Folgen von Menschenrechtsverletzungen. Beispiele hierfür sind die Massengräber aus den 1990er Jahren in den Nachfolgestaaten Jugoslawiens und die im Zweiten Weltkrieg angelegten.
Weil in Deutschland und Österreich das Bestattungsrecht enge Grenzen setzt, ändern sich die Bestattungsgewohnheiten nur langsam. Entstehende Alternativen zum Begräbnis auf einem pietätsgebundenen Friedhof sind der Beisatz in freigegebenen Waldstücken an den Baumwurzeln, auf Bergwiesen, die Ballonbestattung und die Seebestattung. In Bremen ist seit 2015 das Verstreuen der Asche Verstorbener auf Privatgrundstücken und dafür ausgewiesenen Flächen unter bestimmten Voraussetzungen zu erlauben.
Udo Proksch warb rund 300 Mitglieder für einen Verein der Senkrechtbestatteten, um die gebückte Haltung des Lebens aufzulassen und am Friedhof Platz zu sparen. In der Gedenkstätte Heldenberg ist ihr Errichter Joseph Pargfrieder in einer zugänglichen Gruft in einem Sitzsarg sitzend bestattet.

## Spezielle Grabformen
EhrengrabEhrengräber werden häufig von Städten und Gemeinden für verdiente Bürger gestiftet.
ErbbegräbnisErbbegräbnisse bezeichnen Familiengräber oder Grabstätten eines Adelsgeschlechts.
Oberirdische GrabstätteGrabkammern und Gruften werden in vielen Kulturen anstelle des Erdbegräbnisses errichtet.
Kenotaphein Scheingrab ohne sterbliche Überreste; mehrere zusammengefasste Kenotaphe werden als Nekropole (Totenstadt) bezeichnet.
Kolumbariumein Grabstättenbauwerk zur Aufnahme von Urnen; im Altertum wurden auch Leichen direkt in Wände gelegt, die sich auch unterirdisch befinden konnten.
Begräbnisgemeinschafteine halbanonyme Grabart, bei der eine treuhänderische individuelle Pflege besteht.

## Kriterien für die Auswahl der Grabstätte
Die Totenfürsorge ist das gewohnheitsrechtlich verbürgte Recht und zugleich die Pflicht, sich um den Leichnam eines Verstorbenen und damit um seinen Verbleib zu kümmern.
Die einzelnen Grabstätten auf beziehungsweise außerhalb von Friedhöfen unterscheiden sich in ihren Gestaltungsmöglichkeiten und ihrem Preis. Der für Hinterbliebene des Verstorbenen entstehende Pflegeaufwand ist unterschiedlich und mit dem Anlegen des Grabs fixiert. Ein individuelles Erd- oder Urnengrab muss nach den meisten Friedhofsstatuten bepflanzt werden. Angehörige können diese Aufgabe selbst übernehmen oder einem Gärtner oder einer sonstigen Dienstleistungsinstitution übertragen. Jedoch gibt es Grabarten mit geringem oder sogar ohne Pflegeaufwand, Gemeinschaftsgräber sind ein Beispiel dafür. Kosten dafür entstehen in der Regel mit dem Erwerb der Grabstelle. Bei einem Sarg ist in der Regel mindestens die doppelte Fläche vorzusehen wie bei einer Urne.

## Sonstiges
Die Ruhezeit für das einzelne Grab ist in den verschiedenen Friedhofssatzungen und Landesgesetzen festgelegt. Sie ist mit einer Nutzungsfrist für die Grabstelle verbunden. Auch die Möglichkeit, die Laufzeit der Grabstelle zu verlängern, richtet sich nach den jeweiligen örtlichen Rechtsvorschriften.
Die Gestaltung von Gräbern wird in den jeweiligen Friedhofssatzungen festgelegt. Beispielsweise schwanken die Angaben zur Tiefe von mindestens 0,90 Meter von der Erdoberfläche bis zur Oberkante des Sarges bis zu Angaben der Grabtiefe von 1,8 Meter bei Einzelgräbern bis zu 2,4 Meter bei Doppelgräbern.

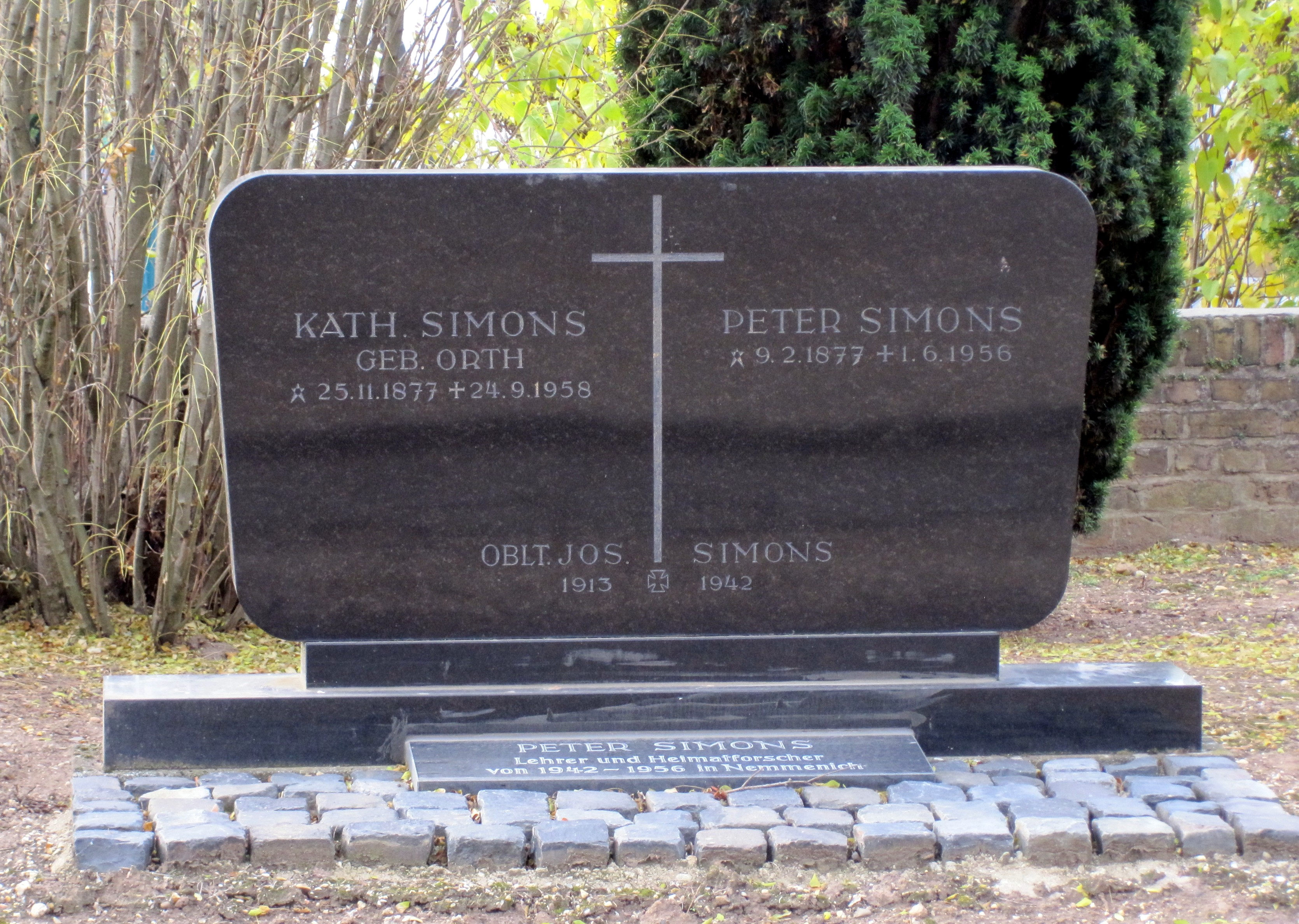
Familiengrab Peter Simons in Nemmenich (2011)

Nach tradierter Auffassung bzw. heteronormativer Trauer- und Bestattungskultur liegt die Frau bei Doppelgräbern an der rechten Seite des Mannes und der Mann an der linken Seite der Frau.